# Entiinae
Die Entiinae bilden eine Unterfamilie der Erzwespenfamilie Eulophidae. Die Unterfamilie Entiinae war früher unter dem Namen Euderinae Erdos, 1956 bekannt.

## Taxonomie
Die Unterfamilie Euderinae in der Familie Eulophidae geht auf die Tribus Euderini Erdos, 1956 innerhalb der Entedoninae zurück. Graham (1959) erhob die Tribus zu einer eigenen Unterfamilie. Es kam später zu einem Namenskonflikt mit dem Rüsselkäfer-Taxon Euderinae Lacordaire, 1866, welches Vorrang hatte. In der Folge wurde von Hansson und Straka (2009) als neuer gültiger Name „Entiinae“ vorgeschlagen. Hedqvist führte 1974 eine neue Erzwespenfamilie Entiidae ein. Der Familie lag die neu beschriebene Gattung Entia zugrunde und hatte nur eine Art Entia leileri Nikolskaya & Tryapitsyn (1978). Die Gattung wurde später in die Familie Tetracampidae überführt und bildete dort die Unterfamilie Entiinae. Tryapoitsyn (1995) synonymisierte Entia mit der Gattung Boucekastichus, die den Euderinae zugeordnet war. 

## Merkmale
Die Gruppe wird innerhalb der Familie der Eulophidae mittels phylogenetischer und morphologischer Studien beschrieben. Molekularbiologische Untersuchungen von Burks, Heraty, Gebiola und Hansson (2011) lassen darauf schließen, dass die Gruppe monophyletisch ist.

## Verbreitung
Die Entiinae sind kosmopolitisch verbreitet.

## Lebensweise
Einige Arten sind als primäre Ektoparasitoide verborgener Schmetterlingsraupen und Käferlarven bekannt. Weiterhin gibt es Arten, die sich offenbar endoparasitisch entwickeln – an verborgenen Insektenlarven oder in den Eiern holzbohrender Käfer.

## Innere Systematik
Die Unterfamilie umfasst etwa 18 Gattungen. Im Folgenden die Gattungen der Entiinae nach Noyes (2019).
- Acrias Walker, 1847
- Allocerastichus Masi, 1924
- Aoridus Yoshimoto, 1971
- Arabiola Narendran, 2013
- Astichus Foerster, 1856
- Bellerus Walker, 1843
- Beornia Hedqvist, 1975
- Boucekastichus Andriescu, 1971
- Carlyleia Girault, 1916
- Euderus Haliday, 1844
- Hubbardiella Ashmead, 1904
- Opeuderus Boucek, 1988
- Parasecodella Girault, 1915
- Parasecodes Mercet, 1924
- Pseudosecodes Girault & Dodd, 1915
- Uroentedon Ashmead, 1904
- Wichmannia Ruschka, 1916
- Zeastichus Boucek, 1988